# Kondensator zmienny

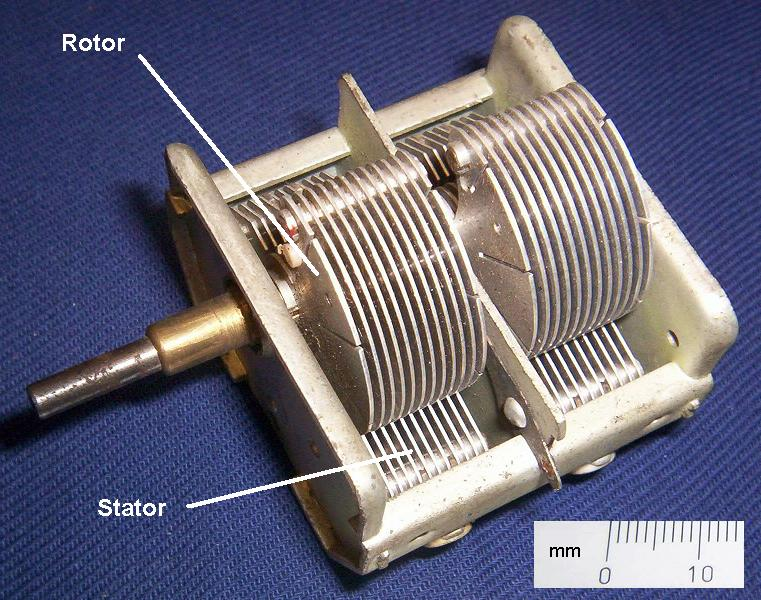
Kondensator strojeniowy

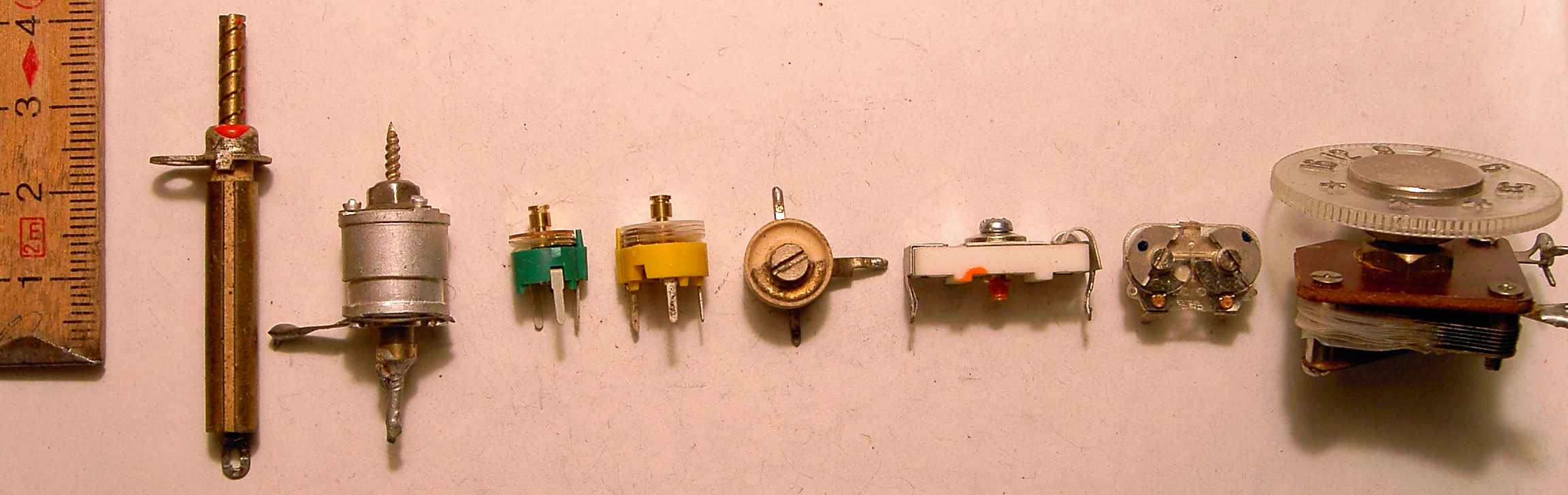
Różne kondensatory zmienne

Kondensator zmienny (nazywany również nastawnym lub strojeniowym) – kondensator, którego pojemność można płynnie zmieniać. W większości przypadków stosowany jest w obwodach strojeniowych odbiorników radiowych i telewizyjnych razem z kondensatorami stałymi. Często do dokładnego zestrojenia wstępnego obwodu stosuje się włączone równolegle z nim małe kondensatory zmienne, zwane trymerami.

## Podział
- Kondensatory strojeniowe – stosowane jako elementy strojeniowe obwodów rezonansowych odbiorników radiowych i telewizyjnych, których pokrętło wyprowadzone jest na zewnątrz obudowy odbiornika. Pojemność w zależności od wykonania dochodzi do kilkuset pF.
- Kondensatory stroikowe (trymery) – stosowane do dokładnego, wstępnego, najczęściej jednorazowego strojenia obwodów. Pojemności tych kondensatorów wahają się od ułamka do kilkudziesięciu pF.

W odbiornikach, w których strojenie nie odbywa się za pomocą fizycznego manipulatora, zamiast kondensatorów strojeniowych stosuje się diody pojemnościowe – warikapy.

## Budowa kondensatora zmiennego
- stator – elektroda lub zespół elektrod (płytek) stałych;
- rotor – elektroda lub zespół elektrod (płytek) ruchomych, najczęściej elektrycznie połączonych z obudową (masą) kondensatora.

Płytki statora i rotora mogą być wykonane z aluminium lub miedzi i jej stopów. Płytki obu podzespołów wchodzą między siebie, nie mogą się jednak dotykać (zwierać), dlatego rozdzielone są warstwą dielektryka, którym mogą być: próżnia, powietrze, ceramika, mika lub teflon.

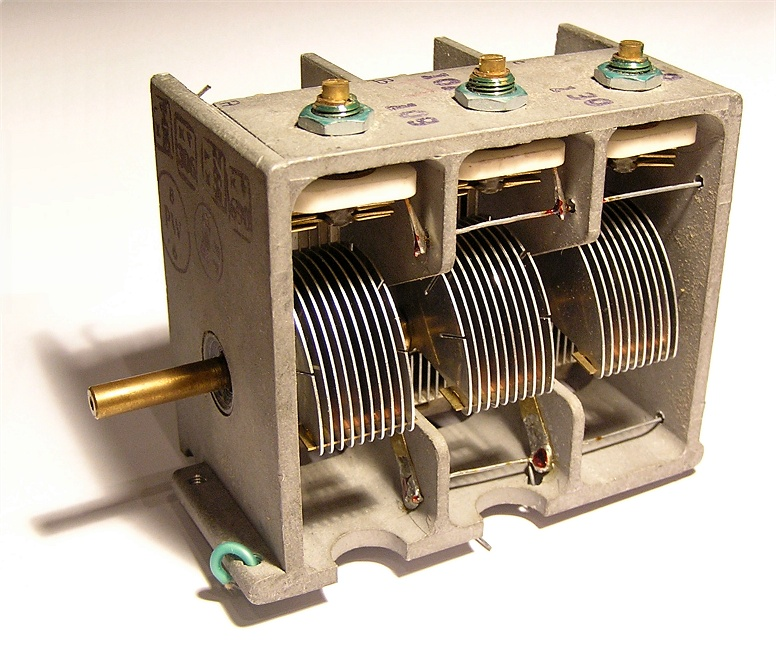
Kondensator strojeniowy – agregat

W najprostszym wykonaniu kondensator strojeniowy tworzą dwie płytki, odizolowane od siebie warstwą dielektryka i ruchome względem siebie. Jednak w takim wykonaniu kondensator ma bardzo małą pojemność i stosowany jest tylko dla dużych częstotliwości. W celu zwiększenia pojemności buduje się kondensatory strojeniowe w postaci zespołów (sekcji) składających się z wielu płytek statora i rotora. W odbiornikach będących superheterodynami muszą istnieć dwa lub trzy kondensatory o jednocześnie zmieniającej się pojemności – takie sekcje montuje się na wspólnej osi, tworząc agregaty. Najczęściej produkowane są agregaty złożone z jednej, dwóch lub trzech sekcji. Ponieważ kondensatory tego typu wykonywane są specjalnie dla danego typu urządzenia, w tym celu, by zapewnić odpowiednie charakterystyki zmian pojemności wszystkich kondensatorów, montuje się w nich dodatkowe kondensatory zmienne o małej pojemności, zwane trymerami, stosuje się też odginanie pociętych na sekcje zewnętrznych płytek sekcji.
Fotografia po prawej pokazuje kondensator złożony z trzech sekcji. Każda sekcja ma dodatkowo w górnej części trymer. Zewnętrzne płytki mają nacięcia umożliwiające regulację pojemności w zależności od kąta obrotu regulatora.